# 아오이구
아오이구(일본어: 葵区)는 2005년 4월 1일에 탄생한 시즈오카현 시즈오카시의 행정구 중 하나이다.
구역은 대체로 2003년 4월 1일에 옛 시미즈시와 합병하기 전의 옛 시즈오카시 중 도카이도 본선 이북에서 옛 오사다촌을 제외한 지역이다. 시즈오카시에는 이 구 외에 스루가구와 시미즈구가 있다. 정령지정도시의 행정구 중 일본에서 가장 큰 면적이다.

## 지리
아오이구는 광대한 면적을 가지고 있지만 대부분은 산이며 인구의 대부분은 남쪽의 평야부에 집중되어 있다. 구의 남부는 시즈오카현의 정치, 경제 중심지로 시즈오카현청과 시즈오카현 경찰본부, 도시 은행 등이 놓여 있다. 남부는 이마가와 시대부터 이 지역의 중추였으며 에도 시대에는 현재의 슨푸 공원 장소에 도쿠가와 이에야스의 은거성인 슨푸성이 축성되었다. 그 주변 지역의 구획 정비는 이에야스가 있던 때와 거의 변함이 없다. 고야정에 슨푸 고야정 진야가 놓였다.
구의 북부는 미나미알프스의 산들이 늘어서 있어 사람은 거의 살지 않았다. 골짜기에는 온천이 점재해 관광객을 모으고 있다. 이카와 지구에는 구청의 출장소가 있지만 오이가와 철도 이카와선은 가와네혼정 방면으로 향하기 때문에 구 중심부와의 경제적 관계는 약간 약하다.

### 인접한 자치체
- 시즈오카현
  - 시즈오카시 스루가구, 시미즈구
  - 시마다시
  - 후지에다시
  - 하이바라군 가와네혼정(경계의 일부가 미정)

- 야마나시현
  - 미나미알프스시
  - 미나미코마군 하야카와정, 미노부정, 난부정

- 나가노현
  - 이다시
  - 이나시
  - 시모이나군 오시카촌

## 교통

### 철도
- 도카이 여객철도
  - 도카이도 본선
  - 도카이도 신칸센

- 시즈오카 철도
  - 시즈오카시미즈선

- 오이가와 철도
  - 이카와선

### 도로
- 국도 1호선
- 국도 362호선